# Jugador Mundial de la FIFA 1997

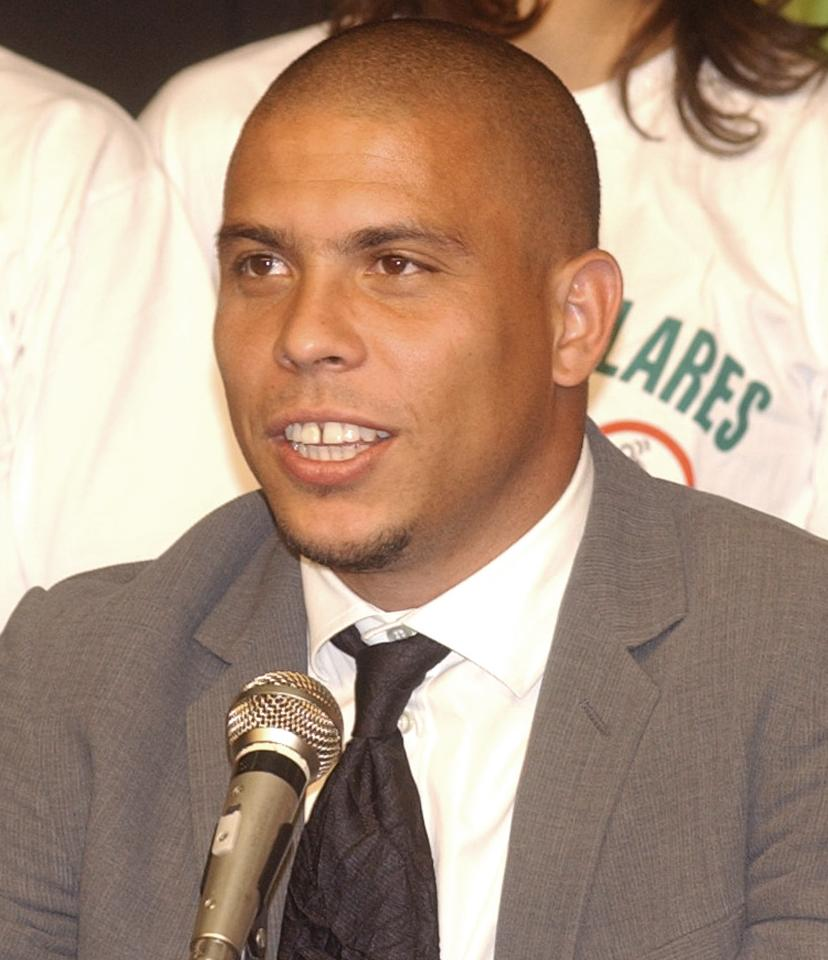
El ganador del Jugador Mundial de la FIFA 1997, Ronaldo Nazario.

La séptima entrega de este premio tuvo como ganador al brasileño Ronaldo (FC Barcelona e Inter de Milán), quedando el brasileño Roberto Carlos (Real Madrid) en segundo lugar y el neerlandés Dennis Bergkamp (Arsenal) y el francés Zinedine Zidane (Juventus) en tercer lugar.

## Posiciones finales
A continuación se muestran los jugadores que coparon los diez primeros puestos en esta edición.
| Puesto | Jugador              | Equipo                                        | Puntos |
| ------ | -------------------- | --------------------------------------------- | ------ |
| 1º     | Ronaldo              | FC Barcelona / Inter de Milán                 | 480    |
| 2º     | Roberto Carlos       | Real Madrid                                   | 85     |
| 3º     | Dennis Bergkamp      | Arsenal                                       | 62     |
|        | Zinedine Zidane      | Juventus                                      | 62     |
| 5º     | Raúl                 | Real Madrid                                   | 51     |
| 6º     | Alessandro Del Piero | Juventus                                      | 27     |
| 7º     | Davor Šuker          | Real Madrid                                   | 20     |
| 8º     | Gabriel Batistuta    | Fiorentina                                    | 16     |
|        | Alan Shearer         | Newcastle                                     | 16     |
| 10º    | Leonardo             | PSG / AC Milan                                | 14     |
|        | Peter Schmeichel     | Manchester United                             | 14     |
| 12º    | Youri Djorkaeff      | AC Milan                                      | 12     |
|        | Marcelo Salas        | River Plate                                   | 12     |
| 14º    | Andreas Möller       | Borussia Dortmund                             | 11     |
|        | Matthias Sammer      | Borussia Dortmund                             | 11     |
|        | George Weah          | AC Milan                                      | 11     |
|        | Gianfranco Zola      | Chelsea                                       | 11     |
| 18º    | Predrag Mijatović    | Real Madrid                                   | 10     |
| 19º    | Faustino Asprilla    | Newcastle / Parma                             | 9      |
| 20º    | Luís Figo            | FC Barcelona                                  | 8      |
| 21º    | Ryan Giggs           | Manchester United                             | 7      |
|        | Rivaldo              | Deportivo La Coruña / FC Barcelona            | 7      |
|        | Andriy Shevchenko    | Dinamo Kiev                                   | 7      |
| 24º    | Paolo Maldini        | AC Milan                                      | 6      |
|        | Juan Sebastián Verón | Sampdoria                                     | 6      |
| 26º    | Denilson             | São Paulo                                     | 5      |
|        | Tore André Flo       | Brann / Chelsea                               | 5      |
|        | Thomas Häßler        | Karlsruher                                    | 5      |
|        | Jiří Němec           | Schalke 04                                    | 5      |
|        | Ariel Ortega         | Valencia                                      | 5      |
| 31.º   | Krasimir Balakov     | Stuttgart                                     | 4      |
|        | Oliver Bierhoff      | Udinese                                       | 4      |
|        | Ronald de Boer       | Ajax                                          | 4      |
|        | Jürgen Klinsmann     | Bayern Munich / Sampdoria / Tottenham Hotspur | 4      |
|        | Clarence Seedorf     | Real Madrid                                   | 4      |
|        | Christian Vieri      | Juventus / Atlético de Madrid                 | 4      |
| 37.º   | Slaven Bilić         | West Ham United / Everton                     | 3      |
|        | Mark Fish            | Lazio / Bolton                                | 3      |
|        | Robbie Fowler        | Liverpool                                     | 3      |
|        | Carlos Gamarra       | Internacional / Benfica                       | 3      |
|        | Josep Guardiola      | FC Barcelona                                  | 3      |
|        | Juninho Paulista     | Middlesbrough / Atlético de Madrid            | 3      |
|        | Brian Laudrup        | Glasgow Rangers                               | 3      |
|        | Luis Enrique         | FC Barcelona                                  | 3      |
|        | Mauricio Montero     | Alajuelense                                   | 3      |
|        | Stefan Reuter        | Borussia Dortmund                             | 3      |
|        | Romário              | Valencia / Flamengo                           | 3      |
|        | Teddy Sheringham     | Manchester United                             | 3      |
|        | Lilian Thuram        | Parma                                         | 3      |
|        | Ian Wright           | Manchester United                             | 3      |
|        | Iván Zamorano        | Inter de Milán                                | 3      |
| 53.º   | David Beckham        | Manchester United                             | 2      |
|        | Ali Daei             | Al-Sadd / Arminia Bielefeld                   | 2      |
|        | Paul Ince            | Inter de Milán / Liverpool                    | 2      |
| 56.º   | Roberto Palacios     | Puebla / Cruzeiro                             | 1      |
|        | Karim Bagheri        | Persépolis / Arminia Bielefeld                | 1      |
|        | Borís Berezovski     | Zenit San Petersburgo                         | 1      |
|        | Zvonimir Boban       | AC Milan                                      | 1      |
|        | José Luis Chilavert  | Vélez Sarsfield                               | 1      |
|        | Andy Cole            | Manchester United                             | 1      |
|        | Roberto Di Matteo    | Chelsea                                       | 1      |
|        | Dunga                | Júbilo Iwata                                  | 1      |
|        | Abdullah Ercan       | Trabzonspor                                   | 1      |
|        | Marcelo Gallardo     | River Plate                                   | 1      |
|        | David Ginola         | Newcastle / Tottenham Hotspur                 | 1      |
|        | Gheorghe Hagi        | Galatasaray                                   | 1      |
|        | Jörg Heinrich        | Borussia Dortmund                             | 1      |
|        | Luis Hernández       | Necaxa / Boca Juniors                         | 1      |
|        | Fernando Hierro      | Real Madrid                                   | 1      |
|        | Jürgen Kohler        | Borussia Dortmund                             | 1      |
|        | Jari Litmanen        | Ajax                                          | 1      |
|        | Javier Margas        | Universidad Católica                          | 1      |
|        | Phil Masinga         | Salernitana / Bari                            | 1      |
|        | Steve McManaman      | Liverpool                                     | 1      |
|        | Alfonso Pérez        | Betis                                         | 1      |
|        | Angelo Peruzzi       | Juventus                                      | 1      |
|        | Toni Polster         | Colonia                                       | 1      |
|        | Raí                  | PSG                                           | 1      |
|        | Hasan Salihamidžić   | Hamburgo                                      | 1      |
|        | Anwar Siraj          | EEPCO FC                                      | 1      |
|        | Hristo Stoichkov     | FC Barcelona                                  | 1      |
|        | Paulo Wanchope       | Derby County                                  | 1      |
|        | Christian Ziege      | Bayern Munich / AC Milan                      | 1      |